# 소니 NEX-5N
소니 NEX-5N은 2011년 9월 9일 출시된 소니 E마운트 미러리스 렌즈 교환식 카메라이다.1610 만 화소 Exmor CMOS 센서 BIONZ 이미지 프로세싱 엔진, 터치 패널 등을 탑재했으며, ISO 100-25,600까지 지원한다. AVCHD 형식의 1920x1080/60i · 60p · 24p의 풀 HD 동영상 촬영을 지원한다.